# Minstrel show

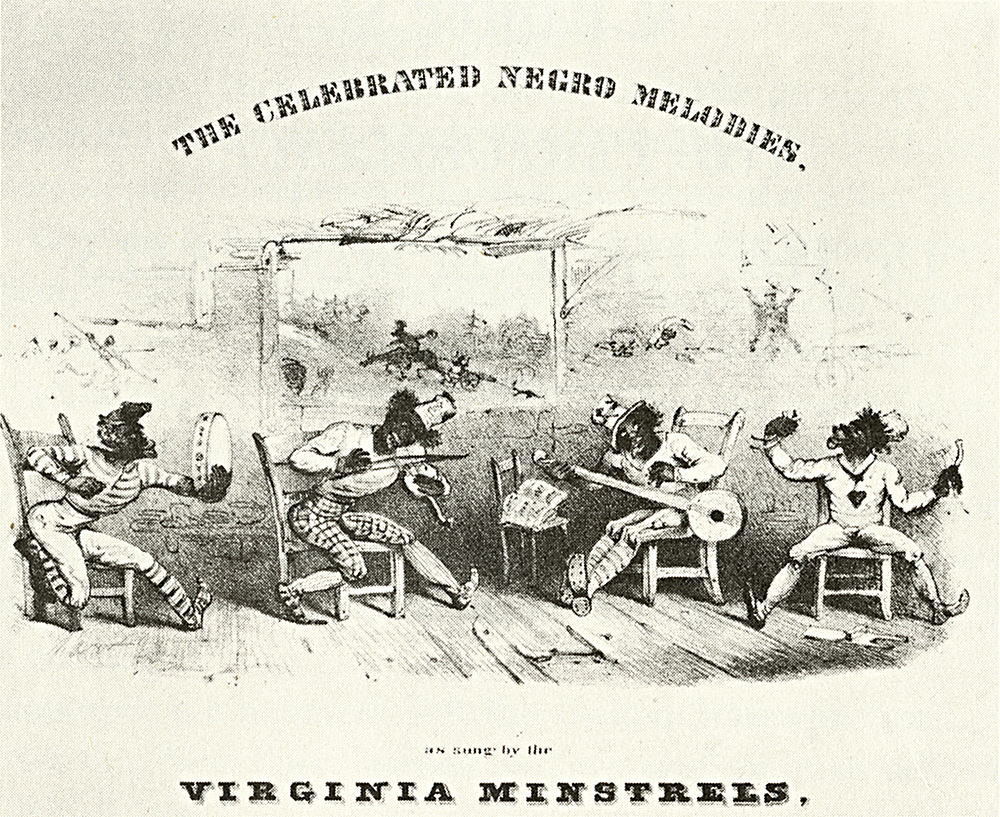
Couverture de The Celebrated Negro Melodies, as Sung by the Virginia Minstrels, 1843.

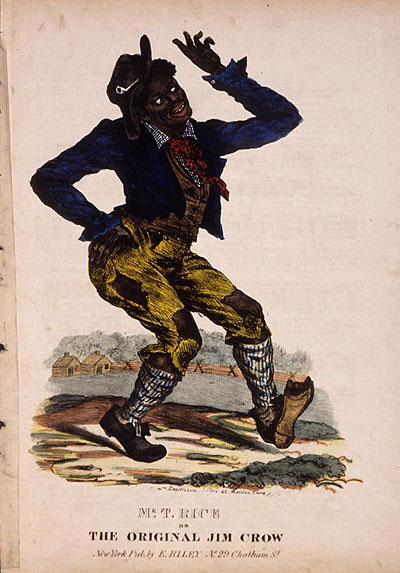
Personnage Jim Crow de Thomas D. Rice. Thomas D. Rice déguisé en Daddy Jim Crow (1832).

Le minstrel show, ou minstrelsy (de l'anglais minstrel, du français « ménestrel »), est un spectacle américain créé vers la fin des années 1820, où figuraient chants, danses, musique, intermèdes comiques, interprétés d'abord par des acteurs blancs qui se noircissaient le visage (blackface), puis, surtout après la Guerre de Sécession, par des Noirs eux-mêmes.
Les personnages noirs de ces spectacles apparaissaient généralement comme ignorants, stupides, superstitieux, joyeux et doués pour la danse et la musique.
Les acteurs professionnels délaissèrent le genre vers 1910, mais des amateurs le firent durer jusque dans les années 1950. La montée de la lutte contre le racisme le fit totalement disparaître.

## Histoire

### Les débuts
Les premières représentations théâtrales de personnages noirs interprétés par des Blancs remontent au tout début du 17e siècle. Les spectacles de minstrel proprement dits apparaissent toutefois plus tardivement. C’est en 1767 qu’Andrew Barton a produit The Disapointment, la première pièce professionnelle montée aux États-Unis qui mettait en vedette un personnage « negro ». Vers la fin du XVIIIe siècle, plusieurs types de personnages blackface ont alors commencé à apparaître aux États-Unis. Ils représentaient des serviteurs qui ajoutaient une touche de comédie à la mise en scène. 
Ces personnages ont fini par se retrouver sur les scènes théâtrales de New York, mais aussi dans des tavernes et même au cirque. Ainsi le phénomène blackface s’est tout d'abord développé dans des endroits peu recommandables de New York, tels que Lower Broadway, au Bowery et à Chatham Street. Finalement, les spectacles blackface ont migré vers des scènes plus prestigieuses. Le célèbre salon Park Theatre de Brooklyn a même hébergé de tels événements. Avec les années, le théâtre minstrel est devenu très populaire. Les classes sociales défavorisées ont commencé à assister à ces spectacles, très prisés. Les spectateurs jetaient des objets aux acteurs et aux orchestres lorsqu’ils étaient mécontents de l’interprétation d’un personnage ou de la comédie présentée. Les spectacles de minstrel typiques de l’époque étaient souvent des représentations courtes qui incorporaient les premiers éléments de ce qui allait devenir le burlesque américain. Ils se moquaient également des pièces de Shakespeare. Certains spectacles avaient des titres tels que : « Hamlet the Dainty », « Bad Breath, the Crane of Chowder », « Julius Sneezer » et « Dars-de-Money ».

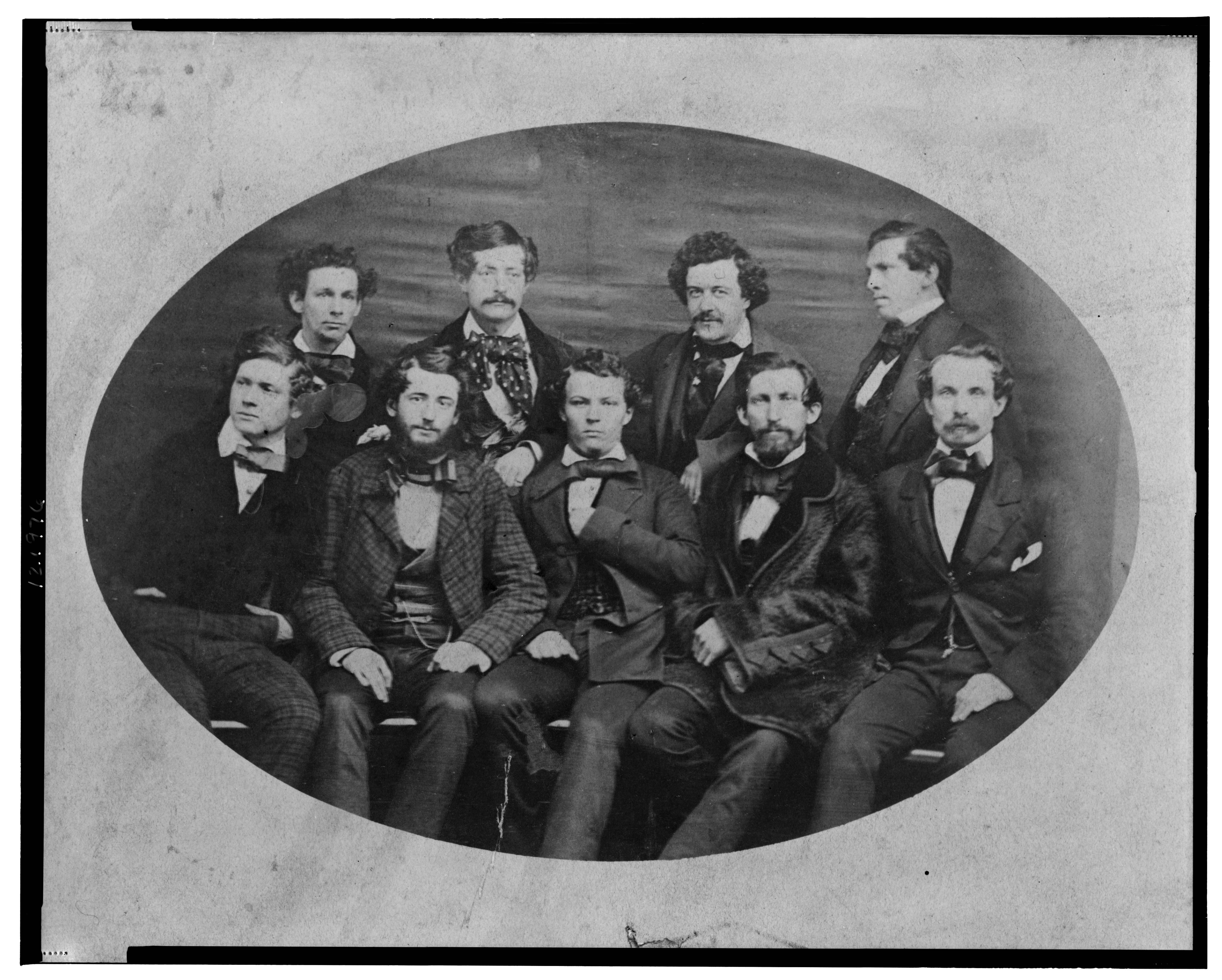
La troupe (blanche) des Bryants Minstrels, 1865

L’expansion du mouvement du spectacle de minstrel a permis à certains artistes blancs de se bâtir une réputation en tant qu’interprètes blackface reconnus. Ainsi, Charles Matthews, George Washington Dixon et Edwin Forrest sont devenus célèbres pour leurs interprétations dans divers spectacles de minstrel. Thomas Darmouth Rice a également grandement influencé le genre. En 1828, il a écrit son numéro chanté et dansé « Jump Jim Crow » qui est alors devenu un emblème du mouvement minstrel. Rice se serait inspiré des esclaves des plantations du Sud des États-Unis pour créer le personnage de Jim Crow. En réalité, l’auteur s'est inspiré de gens du quartier new-yorkais de Catherine Street Market où, comme ailleurs en ville, des Noirs dansaient et chantaient pour récolter de l’argent,. Ils étaient souvent accompagnés par des musiciens qui jouaient de la musique typiquement associée aux Afro-Américains sur des instruments tels que le banjo. Contrairement au mythe populaire, Jim Crow n’est donc pas une représentation d’un esclave en particulier que Rice aurait rencontré, mais plutôt un assemblage de personnes qu’il aurait observées à New York. Les spectacles de minstrel et l’œuvre de Rice ont donc largement participé à créer des stéréotypes négatifs sur les Noirs[réf. nécessaire]. Par ailleurs, de nombreux Blancs s’intéressaient beaucoup à la chanson et à la danse de la culture noire américaine.

### L'apogée

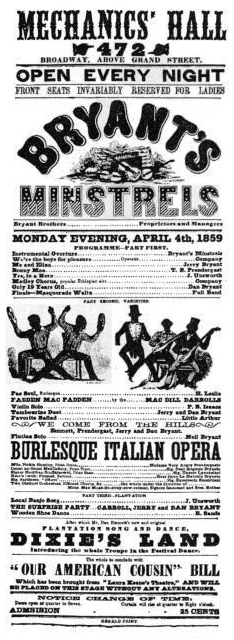
Détail d'une affiche pour Bryant's Mintrels (blackfaces), New York, 1859. Tap Roots: The Early History of Tap Dancing par Mark Knowles (2002)

En 1843, un groupe de quatre acteurs a créé la troupe Virginia Minstrels, dirigée par Daniel Decateur Emmet. Leurs spectacles étaient peu organisés et ne présentaient pas une structure bien définie. Les quatre membres du groupe chantaient en s'accompagnant de divers instruments. Ils ajoutaient également quelques remarques comiques à leur texte. Leurs concerts se terminaient toujours avec une « chanson de plantation ». C’est à partir de ce moment que le terme minstrel est devenu synonyme des représentations théâtrales comportant des blackface. 

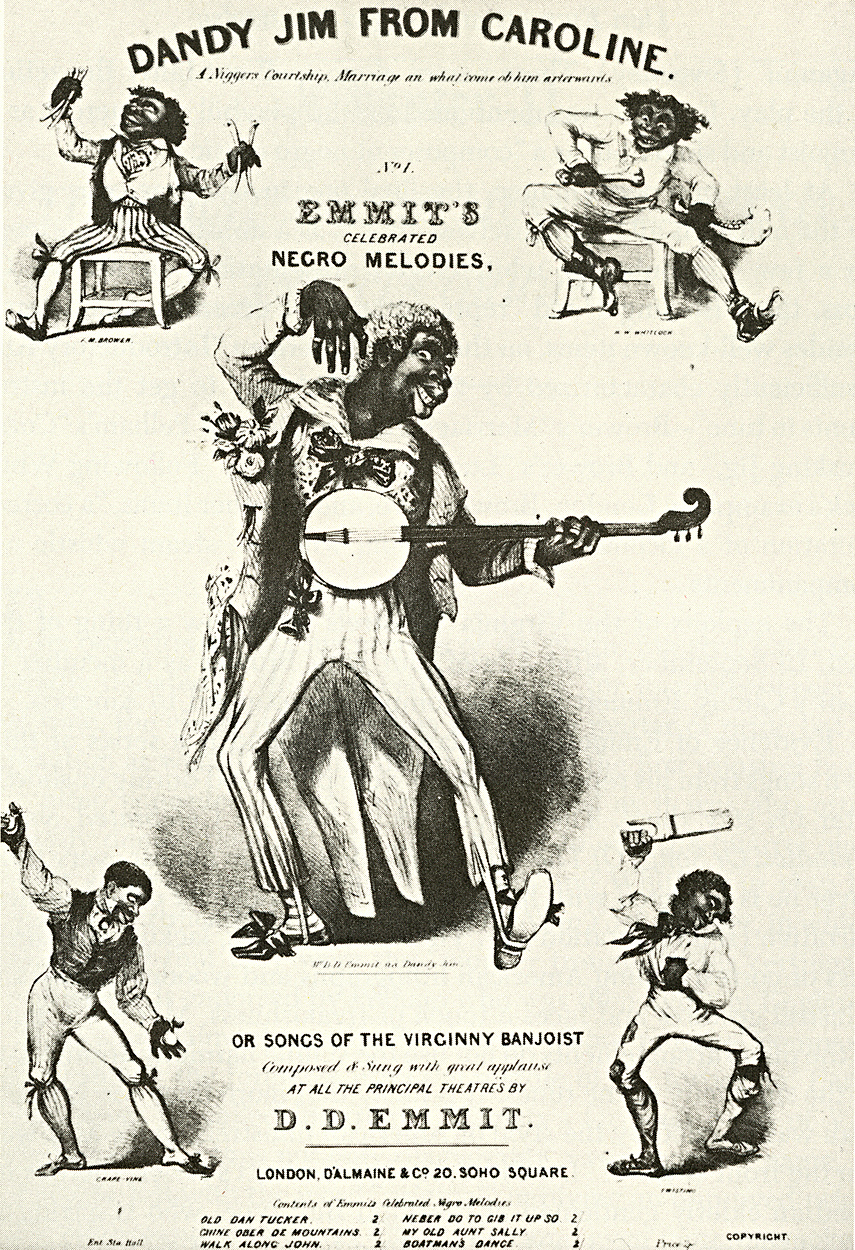
Couverture de la partition musicale de Dandy Jim from Caroline, avec Dan Emmett (centre) et d'autres acteurs de Virginia Minstrels, v. 1844

En 1845, les Ethiopian Serenaders étaient une troupe de minstrels qui proposait des thèmes plus développés. Ce groupe est devenu plus populaire que la très célèbre troupe Virginia Minstrels. La troupe de minstrel la plus importante et la plus renommée du XIXe siècle était Christy’s Minstrels. Les acteurs de ce groupe ont joué sur la scène de Broadway pendant près de dix ans. Stephen Foster qui est considéré comme « le père de la musique américaine » a écrit de nombreuses chansons pour cette compagnie.
Les spectacles de minstrel ont atteint leur pic de popularité dans les années 1850 à 1870. Alors que la fréquentation des théâtres chutait dramatiquement, les spectacles de minstrel restaient un genre rémunérateur pour les troupes réputées. 
Pendant les années de popularité du  minstrel, les troupes d’acteurs voyageaient énormément et se produisaient dans des lieux très divers. Il était possible de voir leurs spectacles dans des maisons d’opéra extravagantes ou dans des tavernes. 
La popularité des spectacles de minstrels a suscité la construction de salles de théâtre grandioses à travers les États-Unis afin d’accueillir un nombre croissant de spectateurs.
La popularité des spectacles de minstrel a incité certains Blancs à questionner les conditions de vie des esclaves noirs sans être pour autant pleinement informés de la réalité quotidienne des esclaves. En effet, les thèmes des spectacles blackface étaient alors très superficiels. Certains esclaves étaient représentés comme étant joyeux alors que d’autres étaient victimes d’actes inhumains. Durant les années 1850, les spectacles de minstrels ont soutenu le maintien de l’esclavagisme en donnant une image romantique et optimiste des esclaves. Les histoires montraient des esclaves cherchant à plaire à leurs maîtres par le chant et par la danse. Les propriétaires d'esclaves les suppliaient de rester esclaves en soulignant « la chance » qu’ils avaient de travailler pour eux. Les thèmes et les dialogues des spectacles de minstrels relevaient d'une approche raciste destinée à illustrer la supériorité des Blancs. Le message véhiculé par les spectacles de minstrels était clair : les esclaves étaient heureux et devaient rester en esclavage.

### Le déclin
Le déclin des spectacles de minstrel a commencé à la suite de la Guerre civile (guerre de Sécession), alors que de nouveaux types de spectacles et de divertissement apparaissaient au nord des États-Unis. Les comédies musicales et les spectacles de vaudeville devenaient des divertissements plus populaires que les spectacles de minstrels.
À la même époque, l’organisation des troupes de minstrels a changé. La taille des troupes augmentait. Une vingtaine d'artistes pouvaient évoluer simultanément sur scène. Des troupes telles que J.H. Haverly’s United Mastodon Minstrels comptaient parfois plus de cent membres. La mise en scène des spectacles s’est transformée. Les décors sont devenus beaucoup plus luxueux et donc plus coûteux. Il était également possible de voir des acrobates japonais ou des artistes de cirque dans les mises en scène de certaines troupes. Ces changements organisationnels ont rendu la production des spectacles de minstrels très dispendieuse et moins rentable.
Malgré ces changements, les nouvelles troupes de minstrels mettaient l'accent sur la qualité de la musique. La plupart des troupes ont ajouté des jubilees[C'est-à-dire ?] ou des spirituals à leur répertoire, vers les années 1870. Les thèmes sociaux ont également continué à être au cœur de la plupart des spectacles. Les histoires ayant lieu dans des plantations ont pris moins de place dans les répertoires. La critique sociale principale ressortant des spectacles de minstrel s'est fixée sur la crise de la moralité dans le nord urbanisé des États-Unis. Les grandes villes  étaient dépeintes comme  corrompues, remplies de pauvres ou de gens malhonnêtes. Les spectacles de minstrels prônaient la vie familiale traditionnelle tout en dénonçant les revendications des femmes, le déclin de la religion et l’immoralité de la sexualité.

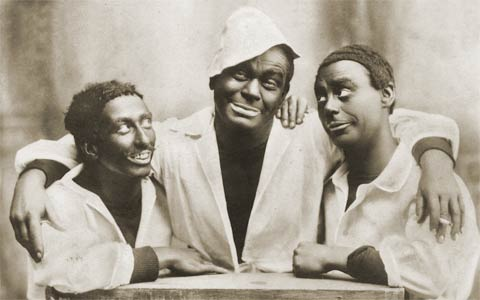
Au centre, le comédien Johnny Danvers (1860-1939) lors d'un spectacle avec les Moore & Burgess Minstrels, v. 1901

Vers les années 1880, les spectacles de minstrels ne formaient plus qu’une petite part de l’industrie du divertissement américaine. À la fin du XIXe siècle à New York, le Tin Pan Alley alimente les ministrels qui connaissent un regain de popularité avec une nouvelle génération d’Afro-Américains sur scène. En 1880 est apparu le  personnage « coon », un homme noir comique qui pouvait parfois être dangereux. Les minstrels étaient mixtes, par contre les rôles pour les Noirs étaient beaucoup plus limités. Les textes du « coon », pleins de stéréotypes sur les Noirs, se rapportaient souvent à l’alcool, aux problèmes causés par les paris, au melon d’eau, au poulet, etc. Les foules blanches adoraient le coon et cet emploi constitua pour les Noirs une porte d'entrée dans le monde du divertissement. C’est au même moment que les lois ségrégationnistes commencèrent à être établies dans le Sud et compliquèrent encore la vie des artistes noirs.
À l’aube du XXe siècle, la musique afro-américaine captait l'esprit moderne de la musique et on y retrouvait de plus en plus de diversité raciale.
De petites troupes d'amateurs ont toutefois continué à divertir des spectateurs jusqu’au début du XXe siècle. Les audiences encore attirées par les spectacles de minstrels se concentraient dans le sud rural des États-Unis. Quelques troupes noires  continuèrent à présenter des spectacles mais le genre avait perdu toute popularité. Peu à peu, les spectacles de vaudeville se sont imposés aux États-Unis.

## Les minstrels noirs

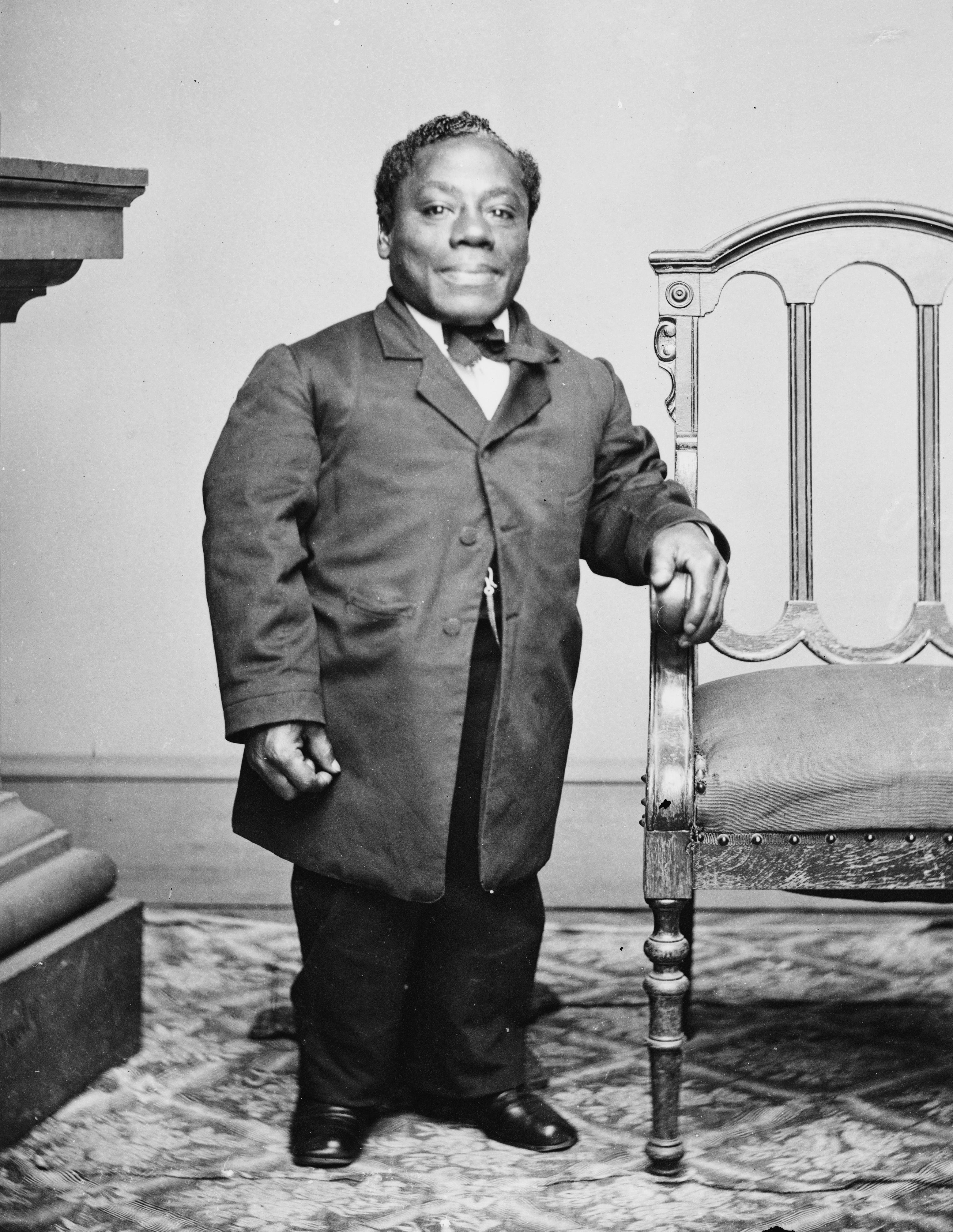
Thomas Dilward

Pendant les années 1840 et 1850, William Henry Lane et Thomas Dilward sont devenus les premiers acteurs noirs à interpréter des personnages sur scène dans un spectacle de minstrels. Des troupes composées seulement de Noirs ont alors suivi dès 1855. Afin d’augmenter leur popularité et d’attirer des spectateurs, ces troupes mettaient énormément d’emphase sur l’authenticité de leurs numéros en raison de leurs origines ethniques. Hicks, Sawyer Minstrels et Callendar’s Consolidated Spectaculur Colored Minstrels étaient des troupes populaires composées seulement de Noirs pendant le XIXe siècle. Les propriétaires de ces troupes étaient également noirs. Des compositeurs d’origine africaine sont devenus des artistes reconnus grâce aux spectacles de minstrels. James Bland était un musicien, chanteur et compositeur qui a écrit plus de 700 chansons pour ce type de spectacle. Sa chanson la plus populaire est « Carry Me Back to Old Virginny » .
La curiosité des Blancs envers les personnes noires expliquait leur intérêt pour les spectacles de minstrel. Ils cherchaient à voir les Noirs dans leur « état naturel » supposé. Les spectacles de minstrel noirs promouvaient le talent en chant et en danse des acteurs.
À partir des années 1860 et 1870, il ne restait que deux ou trois troupes noires qui dominaient dans le monde des spectacles de minstrel. La première se nommait Brooker and Clayton’s Georgia Minstrel et la deuxième était Sam Hague’s Slave Troupe of Georgia Minstrel.

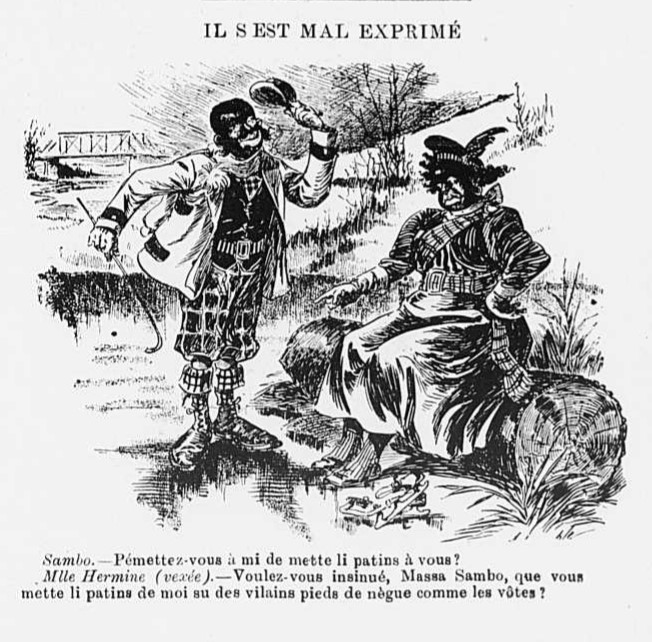
Sambo était un personnage récurrent des spectacles de ménestrels

La montée du racisme a rendu la pratique de cette profession très difficile pour les acteurs noirs. Lorsqu’ils présentaient des spectacles dans le sud des États-Unis, ils devaient rester dans la peau de leur personnage s’ils désiraient se promener dans les villes. Ils gardaient leurs vieux vêtements « d’esclave » et souriaient constamment pour éviter le harcèlement. Pour des raisons de sécurité, les troupes quittaient rapidement les régions fréquentées après leurs spectacles et devaient cacher leurs biens. Les salaires des acteurs noirs n’étaient pas aussi élevés que les salaires des acteurs de minstrel blancs. Ils gagnaient toutefois un salaire plus élevé que les Afro-Américains qui pratiquaient d’autres professions à l’époque.
Le contenu dans les spectacles de minstrel des troupes noires ne différait pas beaucoup de celui présenté dans les spectacles mis en scène par les Blancs. Les thèmes touchaient à la vie des esclaves dans les plantations et à des sujets sociaux. Les troupes ont également ajouté le jubilé à leurs spectacles. Le talent en chant et en danse des acteurs de minstrel noirs a grandement participé à la montée en popularité de leur spectacle. « L’authenticité » de leurs représentations suscitait les éloges de la part des spectateurs. Un facteur important qui différenciait les troupes noires des troupes blanches était l’ajout des thèmes religieux à leurs spectacles.
D’après l'artiste et auteur Edouard B. Marks qui a fait part dans un ouvrage de ses 40 années dans l'industrie du spectacle américain, les Noirs étaient ouvertement résignés à toutes sortes de discrimination et chantaient le coon en faisant des blagues au sujet des Noirs. Bert Williams (en) et George Walker (en) furent deux comédiens afro-américains notables du Tin Pan Alley, qui jouèrent le rôle du Coon et acceptèrent leur succès à bras ouverts.  Auteur et compositeur, James Weldon Johnson a dit que le statut de l’Afro-américain était pire à l’aube du XXe siècle que pendant la guerre civile aux États-Unis. Les comédiens afro-américains étaient perpétuellement confrontés au dilemme de plaire au public en sachant que leurs spectacles ridiculisaient le peuple noir.
Intégrant le fait que les spectacles de minstrel perpétuaient des stéréotypes racistes défavorables aux Noirs, des acteurs travaillaient subtilement à faire évoluer ceux-ci tout en se moquant de la société blanche. À cet exemple, les frères Johnson (The Johnson Brothers) auteurs et compositeurs, refusaient d’être perçus d’une telle façon et bannirent le mot « coon » de leur dictionnaire rythmique. Ils tenaient au fait de changer les stéréotypes concernant les Noirs et se servaient de leur éducation et de leur talent pour attirer l’attention, au lieu de se moquer des leurs.
Les spectacles de minstrel noirs permettaient également aux Afro-Américains d’interpréter des personnages de théâtre dans l’industrie du spectacle américain. Pat H. Chappelle conduisait une troupe de vaudeville composée uniquement d’acteurs noirs. Effectivement, The Rabbit’s Food Comedy Company a fait évoluer les spectacles de minstrel vers une forme de divertissement sophistiquée et comique. Lors de sa tournée à travers les États-Unis, cette troupe a transformé de façon positive les stéréotypes négatifs associés aux Noirs de l’époque.

## Les personnages

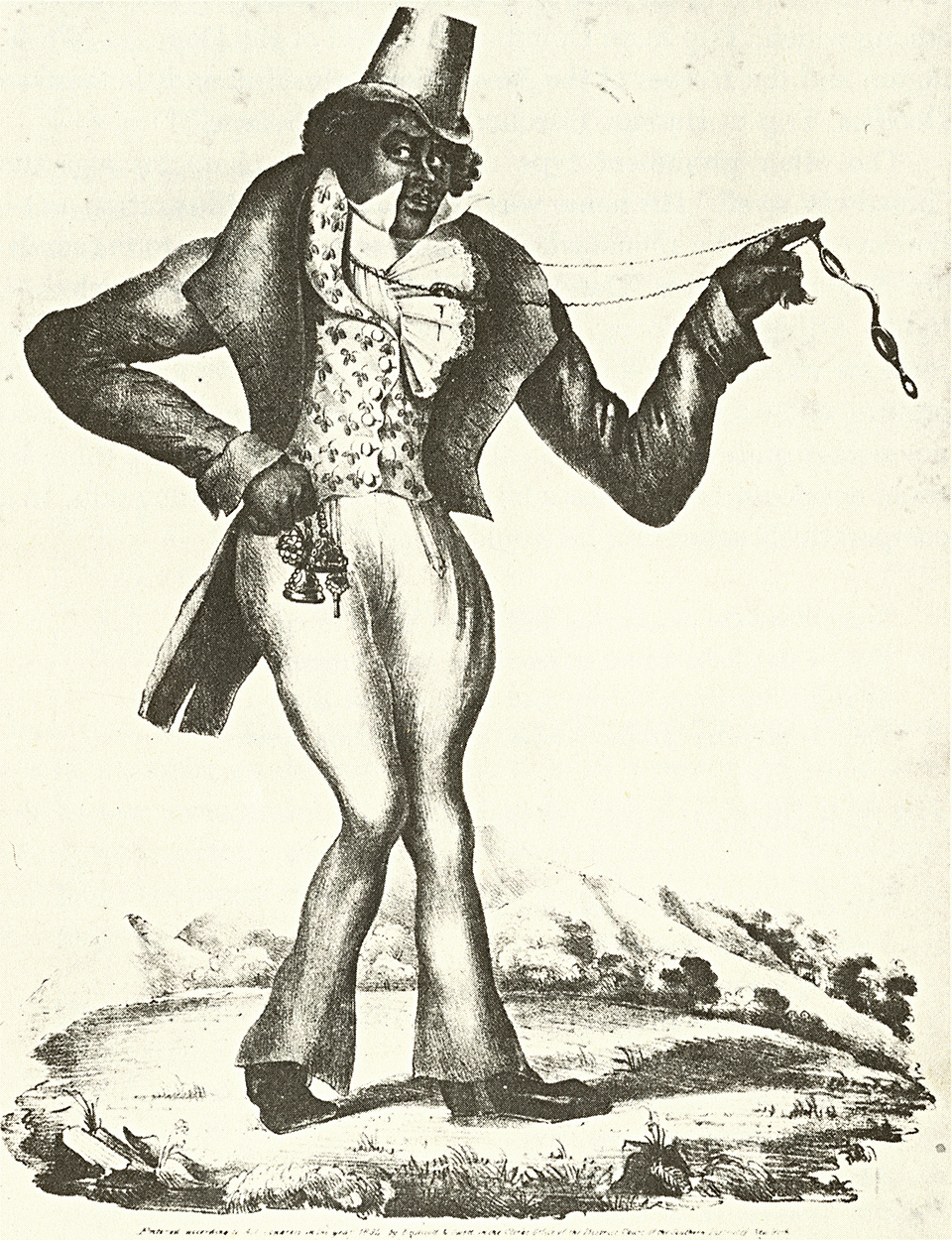
Zip Coon, 1834.

Les visages des premiers personnages de minstrel étaient recouverts de maquillage noir. Plusieurs personnages typiques ont fini par naître de ce mouvement. Thomas Rice introduisit le premier archétype d’un esclave noir avec sa chanson Jump Jim Crow qui était accompagnée d’une danse. Jim Crow et Zip Coon figuraient les personnages les plus célèbres du mouvement de minstrel, se moquant des esclaves autant que des Noirs libres. Lorsque l’opinion publique envers les Noirs commença à changer, les stéréotypes associés aux personnages de minstrel évoluèrent également.
Le maquillage noir et les illustrations des programmes de spectacles dépeignaient les personnes noires comme ayant des yeux très grands, de gros nez, de grosses lèvres, ainsi que d'immenses pieds. Les termes utilisés pour décrire les personnages étaient souvent associés à des animaux ou à des créatures peu civilisées. Ils étaient perçus comme des personnes qui avaient la musique, le chant et la danse dans le sang. Selon les spectacles de minstrel, les Noirs étaient des personnes naïves qui n’avaient pas besoin de sommeil ni de conditions de vie acceptables pour être heureuses. Les noms des personnages étaient attachés à l’instrument qu’ils jouaient. Les personnages d'esclaves devinrent donc rapidement victimes d’un humour peu sophistiqué.
Au début du XXe siècle, les femmes faisaient partie des troupes de minstrel. Elles jouaient des rôles allant de la femme désirable à la sotte risible. Ma Rainey et Bessie Smith étaient toutes deux des actrices de minstrel au début de leur carrière.
Les personnages blancs se concentraient plutôt sur les stéréotypes de groupes spécifiques. Les Irlandais et les Allemands étaient souvent personnifiés. Les premiers personnages irlandais apparurent en 1840 ; ils retenaient des traits de personnes alcooliques et peu cultivées, dotées d'un accent très prononcé. Les Allemands étaient représentés de façon plutôt favorable lors de leur introduction dans les spectacles de minstrel en 1860. Ils étaient dépeints comme des personnes responsables, sensibles et sévères. Ceci était indubitablement dû au fait que les Allemands étaient interprétés par des acteurs de la même nationalité.

## La musique et les danses
La musique et la danse, au cœur des spectacles de minstrel, constituaient les raisons principales de leur popularité. La musique de minstrel contient des éléments de culture africaine avec des ajouts de la tradition européenne. Ainsi, les musiques folkloriques irlandaises et écossaises ont produit des influences sur les spectacles de minstrel.
Les premières chansons blackface consistaient souvent en vers entrelacés sans liens apparents. Les paroles des chansons utilisaient un ton moqueur avec l’intention de rire méchamment des Noirs. Les textes des spectacles de minstrel incorporaient également des histoires folkloriques qui abordaient des mythes concernant les animaux. Ensuite, les chansons racistes des coon songs présentaient des Noirs sur une musique ragtime et l'artiste noir Ernest Hogan est le premier à en publier.
Les instruments utilisés dans les spectacles de minstrel étaient très variés. S'y retrouvait un mélange du banjo américain, des tambourines européennes, du violon et de différents instruments de percussion. Cette musique et la danse des spectacles de minstrel ne provenaient pas de la culture noire de l’époque. C’était plutôt une interprétation de cette culture au moyen d'instruments usuels des Blancs nord-américains.
Malgré les éléments grandioses des représentations de blackface, les auditoires du XIXe siècle croyaient sincèrement que les chansons et les danses des spectacles de minstrel reflétaient authentiquement la culture noire ou africaine[réf. nécessaire]. Par leurs caricatures et leurs musiques présentées comme « typiquement » noires, les spectacles de minstrel procuraient une touche d’inconnu et de surprise aux spectateurs blancs. 

## Les influences modernes
Les spectacles de minstrel ont joué un rôle important dans la formation de l’opinion publique sur les Noirs aux États-Unis pendant le XIXe siècle. Les spectacles de minstrel répandaient les idées préconçues selon lesquelles les Noirs étaient des personnes sans éducation, toujours souriantes et très portées vers la musique, jusqu’au milieu du XXe siècle. Leur influence dans le monde du divertissement était grande. Le minstrel a influencé les spectacles de vaudeville, les émissions de radio, de télévision et même des personnages de dessins animés du XXe et du XXIe siècle. Lors du déclin des spectacles de minstrel, le phénomène blackface s'est poursuivi dans les spectacles de vaudeville. Les artistes de vaudeville incorporaient directement des chansons ainsi que des numéros de danse extraits de spectacles de minstrel. Certains considèrent que Walt Disney fait référence aux stéréotypes des minstrel avec son personnage célèbre Mickey Mouse. Celui-ci chante, danse et sourit constamment, comme c'était le rôle des Noirs dans les spectacles de minstrel.